# إيميليانو مارتينيز
داميان إيميليانو مارتينيز روميرو (بالإسبانية: Damián Emiliano Martínez Romero؛ مواليد 2 سبتمبر 1992) لاعب كرة قدم أرجنتيني يلعب في مركز حراسة المرمى لنادي أستون فيلا الإنجليزي و‌منتخب الأرجنتين.
تدرب مارتينيز مع شباب نادي إنديبندينتي الأرجنتيني قبل أن ينتقل إلى أرسنال في 2010. أعاره أرسنال إلى عديد الأندية الإنجليزية، ودخل في 2019 في التشكيلة الأساسية وساهم في تحقيق أرسنال للقبي كأس الاتحاد الإنجليزي و‌درع الاتحاد الإنجليزي. في سبتمبر 2020، انتقل إلى أستون فيلا في صفقة بلغت قيمتها 20 مليون جنيه إسترليني. وحافظ في موسمه الأول على نظافة شباكه في 15 مباراة في الدوري الإنجليزي الممتاز.
لعب مارتينيز أول مباراة له مع منتخب الأرجنتين في 2021، وساهم في تتويج الأرجنتين بلقب كوبا أمريكا 2021 التي فاز فيها بجائزة القفاز الذهبي وحافظ فيها على نظافة شباكه في النهائي.

## الإنجازات
أرسنال
- كأس الاتحاد الإنجليزي: 2019–20[4]
- درع المجتمع الإنجليزي: 2014،[5] 2015،[6] 2020[7]

الأرجنتين
- كأس العالم: 2022[8]
- كوبا أمريكا: 2021، 2024

- كأس الأبطال كونميبول–يويفا: 2022[9]

الفردية
- جائزة الفيفا لأفضل حارس: 2022[10]
- القفاز الذهبي في كأس العالم: 2022[11]
- لاعب الموسم في أستون فيلا: 2020–21[12]
- القفاز الذهبي في كوبا أمريكا: 2021، 2024
- فريق البطولة في كوبا أمريكا: 2021 جائزة ياشين لافضل حارس 2022_2024

## روابط خارجية
- إيميليانو مارتينيز على موقع الاتحاد الأوربي (الإنجليزية)
- إيميليانو مارتينيز على موقع إي إس بي إن إف سي (الإنجليزية)
- إيميليانو مارتينيز على موقع قاعدة بيانات كرة القدم.إي يو (الإنجليزية)
- إيميليانو مارتينيز على موقع ليكيب (الفرنسية)
- إيميليانو مارتينيز على موقع ناشيونال فوتبول تيمز (الإنجليزية)
- إيميليانو مارتينيز على موقع Soccerbase.com (لاعب) (الإنجليزية)
- إيميليانو مارتينيز على موقع Soccerway.com (الإنجليزية)
- إيميليانو مارتينيز على موقع عالم كرة القدم.نت (الإنجليزية)
- إيميليانو مارتينيز على موقع كووورة
- إيميليانو مارتينيز على موقع AS.com (الإسبانية)